# 崩れ落ちる兵士
崩れ落ちる兵士（くずれおちるへいし、『The Falling Soldier』）は、1936年に写真家ロバート・キャパが撮影したとされてきた写真。

## 写真の内容

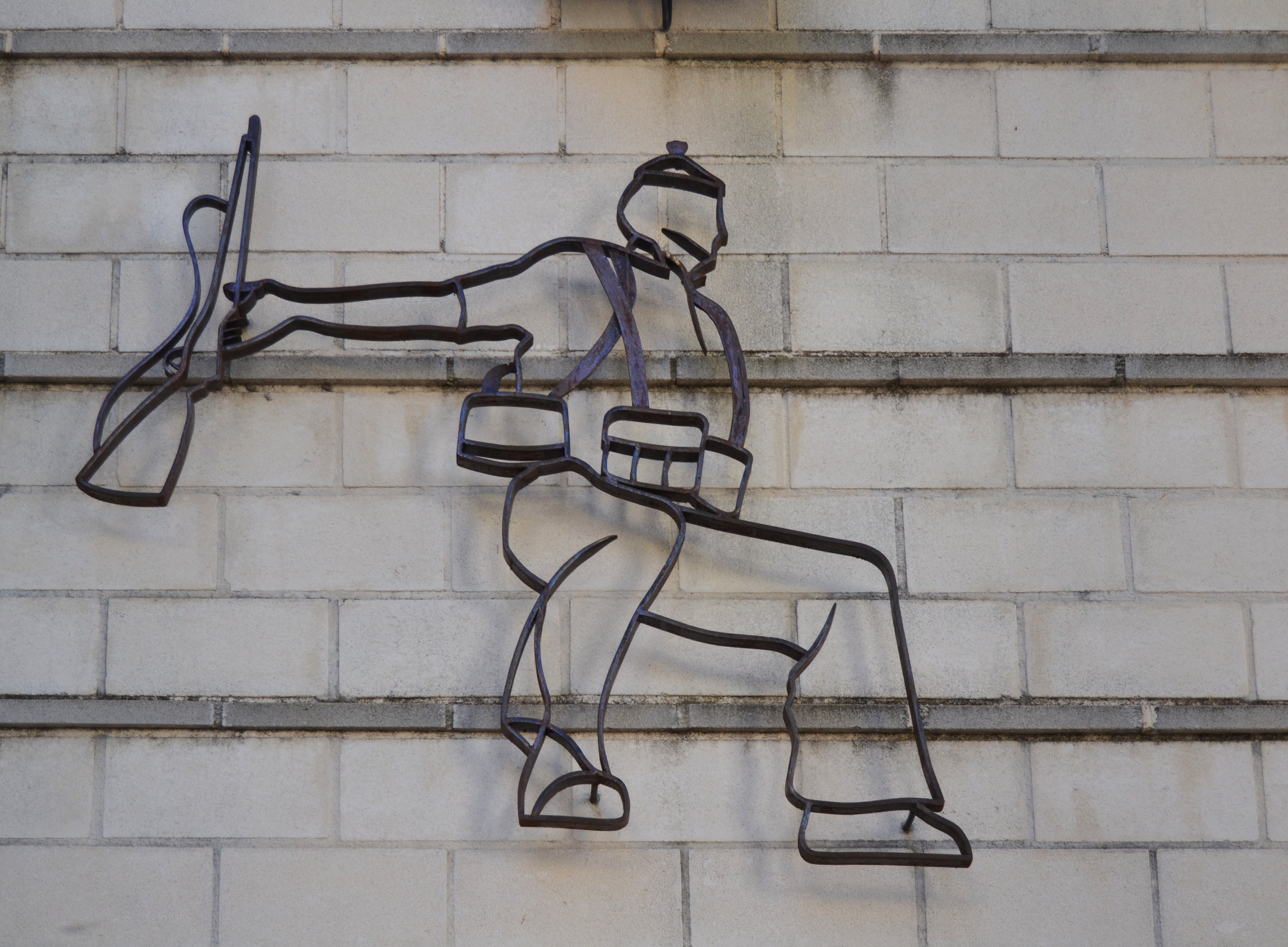
セロ・ムリアーノの戦いのモニュメント

『崩れ落ちる兵士』は、雑誌で公表された当時から”スペイン内戦中の共和国政府（人民戦線政府）側の兵士がコルドバのセロ・ムリアーノの戦いの最中に反乱軍側の銃弾で倒れる瞬間を写したもの”と信じられ、ピカソの『ゲルニカ』と並んで反ファシズムのシンボルのように扱われ、22歳の無名の青年だったキャパを一躍有名にした写真である。
「当時の戦場写真は4×5インチのフィルムを用いて遠くから撮られた動きの乏しい写真が普通だったが、キャパは機動性と速写性を確保するため35ミリフィルムでの撮影が可能なライカを用いて戦場の中で撮影した」、あるいは「兵士が頭を撃たれて倒れる瞬間を前方至近距離から撮影した極めて珍しい写真」、そして「キャパ自身が撮影した」ものと長らく信じられてきた写真であったが、いずれも真実ではないことが21世紀初頭に明らかにされた。

## 発表

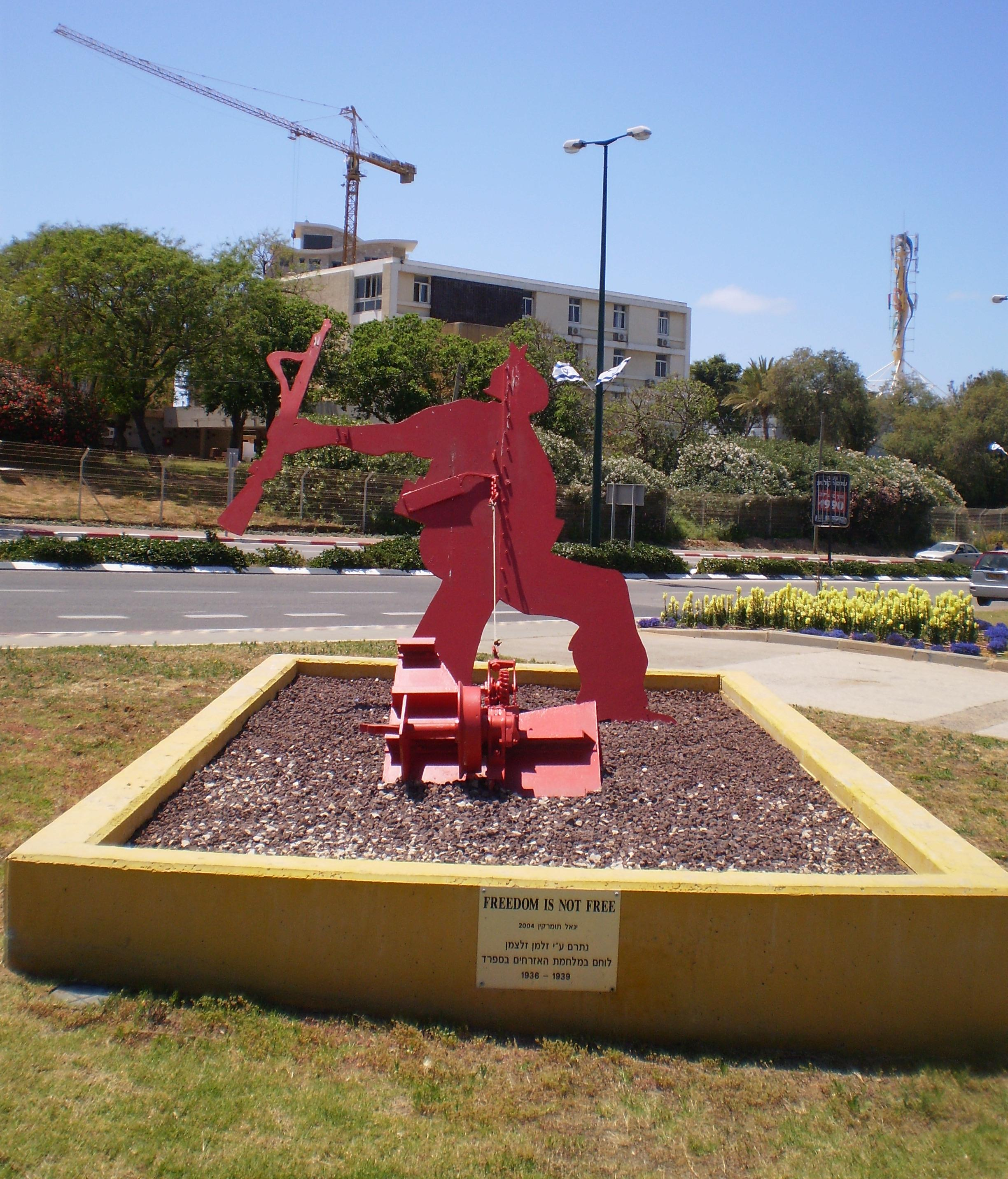
『Freedom is not Free』、イガエル・トゥマルキンの作品

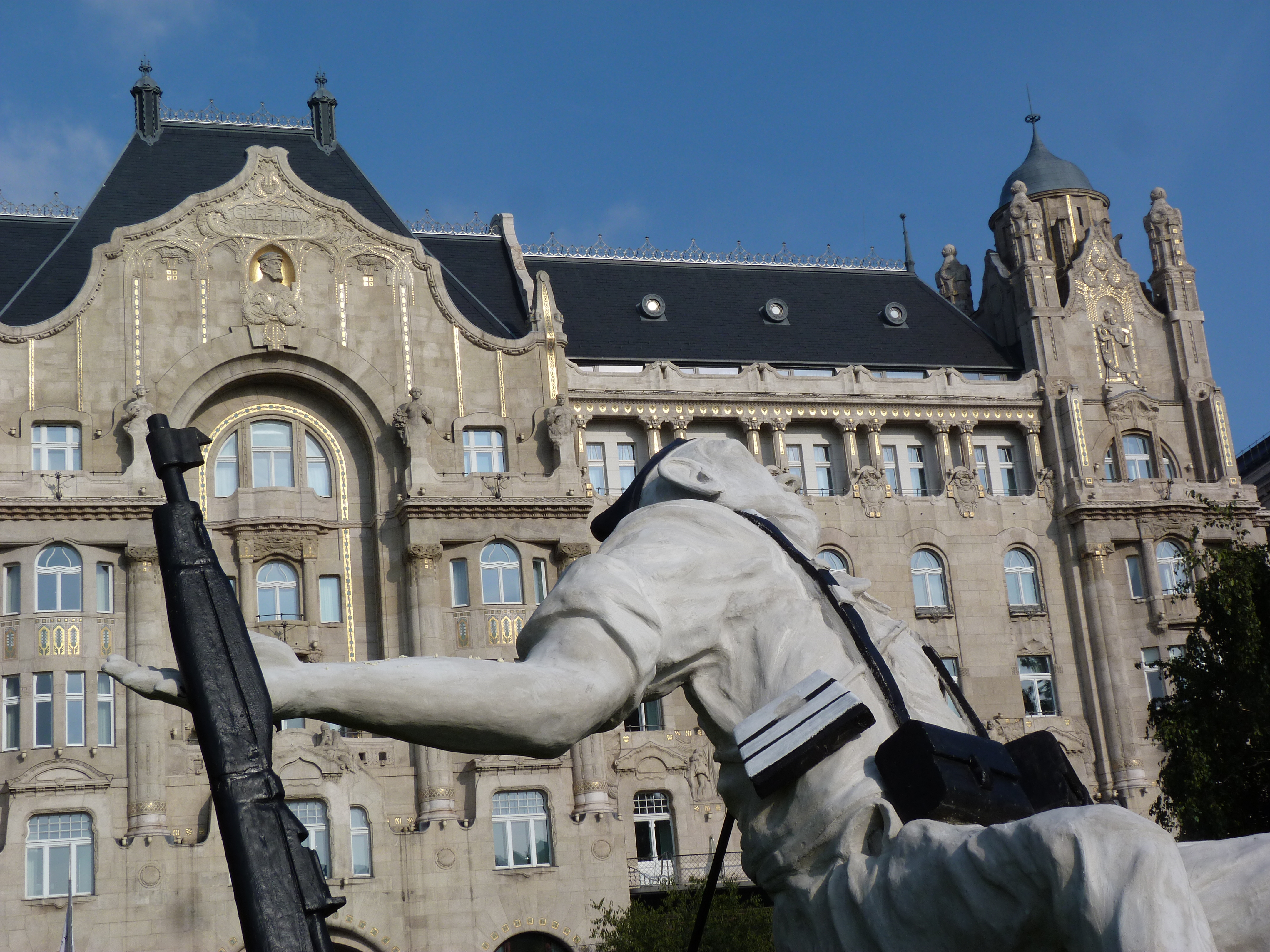
エルヴィン・エルヴェ＝ローランスの彫刻

この写真が世の中に出たのは1936年9月23日である。この時には、同じ場所で撮られたと思われる2枚の写真があった。もう一枚は、別の兵士が倒れている写真である。正式な題名は「Loyalist Militiaman at the Moment of Death, Cerro Muriano, September 5, 1936（「死の瞬間の人民戦線兵士」あるいは「人民戦線兵士の死」と訳される）」。フランスの雑誌『ヴュ』の表紙となった。
また、アメリカの写真週刊誌『ライフ』の1937年7月12日号にも掲載され、キャパの名を一躍有名にした。この時には、一枚のみが掲載された。その写真のタイトルは「DEATH IN SPAIN : THE CIVIL WAR HAS TAKEN 500,000 LIVES IN ONE YEAR」（スペインでの死：内戦は1年で50万の生命を奪った）と太字で書かれていた。写真下のキャプションには小さな活字で「ROBERT CAPA'S CAMERA CATCHES A SPANISH SOLDIER THE INSTANT HE IS DROPPED BY A BULLET THROUGH THE HEAD」（ロバート・キャパのカメラはスペインの兵士が頭を銃弾で撃ち抜かれて倒れる瞬間をとらえた）との文章が添えられていた。
「崩れ落ちる兵士」はネガ（原版）やオリジナルプリント（原版から直接焼き付けたプリント）が現存せず、ニューヨーク近代美術館（MoMA）に収蔵されているものが最もオリジナルプリントに近いとされている。

## 真相論争と謎解き

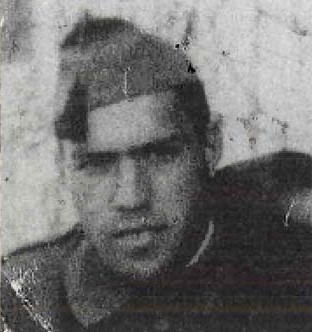
フェデリコ・ボレル・ガルシア

あまりに完成度が高いことや、頭部の負傷がはっきりと確認できないこと、更にキャパ自身が生前この写真について殆ど語らなかったことなどから、真贋論争が長年にわたり続けられてきた。
1996年にスペインの歴史家マリオ・ブロトンス・ホルダが、被写体の割り出しを行い、被写体の肩から下がる弾丸ケースがアルコイ守備隊の司令官が特別にデザインしたものであるのに気づき、セロ・ムリアーノの戦いで死亡したアルコイ守備隊員を調査し、スペイン政府の公式記録からフェデリコ・ボレル・ガルシアという名の兵士だと判断され、ボレルの弟、エベリスト・ガルシアが認め、これにより真贋論争は一旦終止符が打たれた。しかし、その後公式記録には存在しないことがわかった。
だが、2007年のドキュメンタリー「La sombra del iceberg」は、この「崩れ落ちる兵士」はやらせで、写真の人物はボレルではないとした。
2009年7月17日、スペインのエル・ペリオディコ・デ・カタルーニャ紙が、この写真は実際にはセロ・ムリアーノから約56キロ離れた町であるエスペホ付近で撮影されたとする記事を掲載した。そしてエスペホ付近で交戦が行われたのは1936年9月22日 - 25日のみであったので、この写真は本物の前線からは離れた場所で撮られたものと断定した。
実際の撮影場所がエスペホであるということは、スペインのバスク大学オーディオ・コミュニケーション学部のホセ・マヌエル・ススペレギ(José Manuel Susperregui)教授により判明した。ススペレギ教授は、2009年6月に出版した「Sombras de la Fotografía ("Shadows of Photography")」でこのことを明らかにした。エスペホには高さ30mほどの小高い丘があり、そこが撮影場所だと特定されたのである。特定するのに用いられたのは、キャパの遺品の中から発見された、43枚の一連の写真であった。それらの中にはまさに「崩れ落ちる兵士」に写っている白いシャツと同一服装・同一容姿の人物、および同じ風景を含んでいるものがあった。白いシャツの男が、仲間たちと並んで、笑いながら両手を挙げてポーズをとっている写真も含まれていた。それによって43枚の写真と「崩れ落ちる兵士」が、同じ日に同じ場所で撮影されたものであると判った（白いシャツの男は人民戦線の兵士のナイトキャップのような帽子も被っている）。さらに写っている兵士の中で白いシャツを着ているのはこの男一人だけであったため、特定はたやすかった。
43枚の写真の中に、周囲の山の稜線がはっきりと写っているものが複数枚あり、その形が撮影場所を正確に特定するための決め手となった。「崩れ落ちる兵士」と同一の場所で撮影された写真が多数発見され、撮影場所の特定が可能になったのである。写真に写っている山並みのうち、右手の手前に見える山並みはモンティージャ山地、左の奥に見える山並みはカブラ山地という。この2つの山並みと撮影場所になったオリーブの丘に挟まれた平野部はジャノ・デ・バタン（バタン沃野）と呼ばれている。2009年3月にアギラール・デ・ラ・フロンテーラという町にあるビセンテ・ヌーニェス中学のアントニオ・アギレラという中学生が、写真の平野がジャノ・デ・バタンであることを初めて指摘した。
さらに、ススペレギ教授は、エスペホの戦闘は9月23日であったこと、被写体はフェデリコ・ボレル・ガルシアではないこと、撮影機材はライカではなくローライフレックスであること（後述）などを推定した。
もしこの写真が実際に戦闘を撮影したものだとしたら、1936年9月23日以前に、エスペホで戦闘が起きていなければ撮影できなかったことになる。戦史研究家パトリシオ・イダルゴのによって、9月23日以前のエスペホにおいて戦闘が一切なかったこと、反乱軍がエスペホを攻撃してきたのは9月23日よりも後であったことが判った。9月23日以前にエスペホで起きたことといえば、せいぜい偵察機が1機飛来しただけだった。これによって、写真に写っている兵士は、戦闘中だったわけでもなく、敵に撃たれたわけでもないと判明した。「崩れ落ちる兵士」に写っている兵士は、ただ後ろに転びそうになっていただけであり、命を落としてもいなかったのである。

### 沢木耕太郎とNHKによる分析
2012年12月発行の『文藝春秋』にノンフィクション作家の沢木耕太郎が発表した「キャパの十字架」（のち2013年2月に単行本として刊行）、および、2013年2月3日放送のNHK総合「NHKスペシャル 沢木耕太郎 推理ドキュメント 運命の一枚〜“戦場”写真 最大の謎に挑む〜」で、「写真が撮影されたとされる日の前後ではこのエスペホ周辺地域での戦闘行為が無かったこと」、「ボルトの位置から、兵士の携行している小銃が弾薬未装填（つまりそのままでは撃てない）の状態であること」などから、この「崩れ落ちる兵士」は戦闘状態を撮影したものではなく、当時エスペホにおいて行われていた演習を撮影したものだ、と指摘した。
上述の43枚の写真は、それぞれ縦横の比率によってライカで撮影されたものか、ローライフレックスで撮影されたものか判別できる。後者の写真は縦横の比率が1:1の正方形になるからである。沢木がMoMAの収蔵する「崩れ落ちる兵士」のプリントの縦横の長さの比率を分析したところ、撮影距離とプリントの縦横の比率からライカで撮影したと仮定すると縦が5%ほど足りなかったため、ライカで撮影されたものではあり得ず、ローライフレックスで撮影したものをライカのサイズに似せてトリミングしたものと指摘した。したがって、この日キャパはライカを使っていたので「崩れ落ちる兵士」はキャパが撮影したものではなく、彼の恋人で、パートナーであったゲルダ・タローがローライフレックスで撮ったものであると指摘した。
43枚の写真を細かく分析するために、沢木は人工衛星のGPSデータや古地図を基に、CGの専門家に依頼してエスペホの地形をコンピュータ上で正確に再現した。すると、それによって得られたエスペホの丘から見えると計算される稜線の線が、「崩れ落ちる兵士」の中に写っている特徴的な稜線と完全に一致した。43枚の写真に写っている稜線の分析などから、これらの写真はエスペホの丘の南側斜面で撮影されたものだと判明した。
43枚の写真の中には、ライカで撮影された小銃を持ち丘を走る兵士が写っている一枚があった。沢木は、その写真に写る「走る兵士」の姿の背後に、わずかではあるが白いシャツを着ている男の体の一部が、「崩れ落ちる兵士」とほぼ同じ体勢で写っていることに気づいた。2枚の写真に同一人物がほぼ同じような倒れかけの姿勢で写っているのだから、2枚はほぼ同じタイミングで撮影されたことになる。
コンピュータグラフィックスを用いた分析などにより、「走る兵士」とカメラの間の距離は5mと推定された。だが、「走る兵士」を写したカメラは、その写真に写った周囲の稜線などの分析によって、「崩れ落ちる兵士」を撮影したカメラの右側1.2mの場所にあったことが判明した。しかも2枚の写真に写っている被写体（人物）の移動状態から判断するに、「崩れ落ちる兵士」と「走る兵士」の2枚は、ほんの0.86秒のタイミングのズレで撮影されたと推定された。ここでもし、これらの2枚の写真を1人のカメラマンが撮影したとすると無理が生じる。これはオートフォーカスや連射機能のない当時のカメラでは、1枚の写真を撮影した後、わずか0.86秒の間に1.2m移動してもう1枚撮影することはまず不可能なためである。
つまりこれは、2人のカメラマンがこの丘に並んで撮影していたということを意味する。そしてその2人というのは、キャパとゲルダだと推定されている。同時期にエスペホ付近の路上で他の人物によって撮影された多数の写真の一枚に、偶然ゲルダとキャパが一緒に歩いている姿が収められた写真が残っており、「崩れ落ちる兵士」の撮影をした時、キャパとゲルダは一緒にいた可能性が高いとされた。
キャパはライカを使っていたとされるので、結論として「本当は『走る兵士』の方を撮ったのがキャパであり、その0.86秒後に『崩れ落ちる兵士』を撮影したのはゲルダだった」と、沢木は推定した。
なぜキャパが「崩れ落ちる兵士」について語ることがなかったかについて、NHKと沢木は次のように推定した。ユダヤ人であった彼にとって、ヒトラー率いるナチスは敵だった。祖国ハンガリーにもファシズムの影響が及びユダヤ人は迫害されていたので、キャパは祖国を逃れてパリに出て、カメラの力でなんとかしてファシズムと戦おうとした。当時まだ写真家としての実績がなかったキャパがゲルダと共にインチキを重ねて成立してしまったこの写真が、メディア上で反ファシズムのシンボルとして用いられるようになり、社会的に大きな影響力を持つものになってしまったことで、ファシズムと戦いたいキャパはこの写真成立時の真相を告白することができなくなり、口をつぐんだという。
また、パートナーのゲルダが「崩れ落ちる兵士」が雑誌に掲載されて有名になる直前に戦場で事故死してしまったため、キャパは本物の戦場で撮影をしたこともない自分に2重の「引け目」を感じることになり、その心理的な負い目を少しでも減らすために、後の人生で彼は命を顧みずに本物の戦場へと出て行かざるを得なくなったのではないかとも推測している。